# The garden of delights
The garden of delights is een studioalbum van Apogee, de eenmansband van Arne Schäfer. 

## Inleiding
Het bevat opnamen uit de periode 1999 tot en met 2002, die hij maakte in Mühlheim am Main. Apogee bracht in die tijd onregelmatig albums uit; Schäfer was in die tijd tevens lid van de band Versus X. Voorgaande album kregen nogal eens commentaar dat hij geen daadwerkelijke drum/drummer gebruikte. Hij knutselde samples kundig in elkaar was de mening, maar een echt drumgeluid genoot toch de voorkeur. Schäfer werkte op dit album samen met drummer Uwe Völlmar uit Versus X. Het resultaat was gelijkend op de symfonische rock uit de jaren 70, Schäfers zang werd daarbij vergeleken met die van Peter Hammill van Van der Graaf Generator, die muziek deed daar ook al eerder aan denken.
Ook na dit album bleef het weer jaren stil rond Schäfer.

## Musici
- Arne Scháfer – alle muziekinstrumenten behlave
- Uwe Völlmar – drumstel, percussie, die ook de drumpartijen schreef

## Muziek
| Nr. | Titel                                     | Duur  |
| --- | ----------------------------------------- | ----- |
| 1.  | The garden of delights (Scháfer, Völlmar) | 16:24 |
| 2.  | The keep the balance (Scháfer, Völlmar)   | 15:52 |
| 3.  | The Cassini division (Scháfer, Völlmar)   | 2:45  |
| 4.  | Paying the bill (Scháfer, Völlmar)        | 13:40 |
| 5.  | Swallow the illusion (Scháfer, Völlmar)   | 21:26 |